# Garuda Wisnu Kencana
Garuda Wisnu Kencana är en park i Indonesien.   Den ligger i provinsen Provinsi Bali, i den sydvästra delen av landet, 1 000 km öster om huvudstaden Jakarta. Garuda Wisnu Kencana ligger 105 meter över havet. Den ligger på ön Bali.
Terrängen runt Garuda Wisnu Kencana är lite kuperad. Havet är nära Garuda Wisnu Kencana västerut.  Närmaste större samhälle är Denpasar, 18,6 km norr om Garuda Wisnu Kencana. 